# 1080p

1080p HDTV

1080解析標章

1080p，一種視頻顯示格式。字母p意為逐行掃描（progressive scan），有别于1080i的隔行掃描（interlaced scan）。數字1080則表示垂直方向有1080條水平掃描線。通常1080p的畫面解析度為1920×1080。
幀率通常為60Hz，可標示在p後面，如1080p30，意思是30Hz。常見的幀率還有24、25、30。並非HDMI就一定有1080p的輸出，畫面必須要能支援1920×1080才能算是1080p輸出，只要水平掃描線超過1080條就能稱之為1080p，水平像素點並沒有嚴格的規範，Full HD才是規範垂直與水平掃描像素的標準，1080p僅規範垂直像素點（等同水平掃描線）。
另有720p、1440p、4K及8K等解析度。

## 播映標準

### ATSC
在美國，依照最原始的ATSC標準，HDTV可支援1080p的影像，但幀率僅限於23.98、24、25、29.97以及30（也就是1080p24、1080p25和 1080p30）。

### DVB
在歐洲，1080p25的訊號已被納入DVB suite的播放標準，至於1080p50可預見未來也會成為標準，雖然這必須有更強大的頻寬以及編解碼器。

## 可用性

### 广播电视
在美國，截止到2013年1月1080p的播映還不存在；目前主要的網路是以720p60或1080i60的MPEG-2編碼為主。但是卫星电视服务已经使用H.264/MPEG-4 AVC编码的1080p/24-30标准给付费点播服务的客户提供电影（需要通过卫星或宽带事先下载）。

### 藍光電影
目前Blu-ray Disc 都可以支援1080p HD的電影內容。
曾經，東芝（TOSHIBA）和微軟一同為XBOX360開發的HD-DVD也可以輸出到1080P，但是由於後來停產所以宣告放棄這個格式。

### 網路內容
YouTube、Bilibili等多个网站已支援上传1080p的影片。

### 電視與投影機
液晶電視已開始支援1080p，還要同時備有支援1080p輸出的HDMI端子，電漿電視目前技術已可達1080P，且價格與液晶電視相差不大。顯示輸出設備要符合1080p高畫質規格，其解析度一定要達到1920x1080，否則只能稱為“擬1080p（1080p fit）”。

### 電玩
一些著名的電玩平台，像是Sony的PlayStation 3以及微軟的Xbox 360（2007年6月以後生產）都可以透過HDMI 接口（分別是HDMI 1.3a 和 HDMI 1.2）輸出1080p。

## 外部連結
- 1080p and the Acuity of Human Vision（页面存档备份，存于） Audioholics Home Theater Magazine. April 2, 2007.
- High Definition 1080p TV: Why You Should Be Concerned. Secrets of Home Theater and High Fidelity. February 28, 2007.
- The Facts and Fiction of 1080p. April 17, 2006.
- High Definition (HD) Image Formats for Television Production（页面存档备份，存于） (EBU technical publication). December 2004.
- 1080p LCD HDTV Reviews